# 布彥泰
布彦泰（1791年—1880年），字子謙，颜扎氏，满洲正黄旗人，清朝将领，曾任伊犁将军，与林则徐交好。

## 生平
布彦泰早年由廕生授蓝翎侍卫、并袭父珠尔杭阿骑都尉世职，再升二等侍卫。嘉庆二十三年（1818年），充伊犁领队大臣。
道光初年，擢头等侍卫。历喀什噶尔参赞大臣、办事大臣，伊犁领队大臣，乌什办事大臣。道光九年（1829年），授喀什噶尔总兵，因病辞归。
道光十年（1830年），授副都统衔、乾清门行走，充哈密办事大臣，调西宁办事大臣。将军玉麟推荐布彦泰习边事，调伊犁参赞大臣，再调塔尔巴哈台参赞大臣。道光十四年（1834年），复以病归。道光十八年（1838年），署正蓝旗汉军副都统，擢察哈尔都统。
道光二十年（1840年），授伊犁将军，入觐，命在御前行走。及赴任，授镶黄旗蒙古都统。道光二十二年（1842年），疏陈开垦事宜，至道光二十四年（1844年），疏报塔什图毕等处开垦叠著成效，诏嘉其“忠诚为国，督率有方”，加太子太保。同年，又与当时谪戍新疆的林则徐会勘乌鲁木齐未垦之地，大有收获。
道光二十五年（1845年），授陕甘总督，未至，命林则徐先署总督。次年，布彦泰抵任，剿灭贼匪，朝廷以其调度有方，优叙之。
道光二十七年（1847年），诏布彦泰率兵赴肃州平定回乱，授为定西将军，与参赞大臣奕山大破回军。之后，布彦泰回任陕甘总督。道光二十九年（1849年），因病请辞，获准。后被固原知州徐采饶等所谗，革任为二等侍卫，降调伊犁参赞大臣，与将军奕山会议俄罗斯通商事宜。
咸丰二年（1852年），授正白旗汉军副都统。咸丰四年（1854年）回京，命赴王庆坨军营任职，因病未能成行，请求开缺。
光绪六年（1882年），病逝，时年九十岁。诏念前劳，依都统例赐恤。

## 轶事
布彦泰敬仰林则徐虎门销烟之义举，不但不以谪戍新疆的林则徐为罪人，还常向其请教戍边方略、礼遇有加，并多次向道光帝举荐林则徐“人才难得”。

## 延伸阅读
[在维基数据编辑]
 《清史稿·卷382》，出自趙爾巽《清史稿》